# Palác Anker (Bělehrad)
Palác Anker (srbsky Палата Анкер/Palata Anker) se nachází v Bělehradě, v centru města. Jeho adresa je Terazije 26. V současné době je palác chráněn jako kulturní památka.
Dvoupatrová budova s obchody v přízemí a kancelářemi ve vyšších podlažích byla vybudována v roce 1899 pro potřeby pojišťovnické společnosti Anker podle návrhu architekta Milana Antonoviće. Je koncipována obdobně jako řada jiných staveb vznikajících na konci 19. století, je ukázkou akademismu a jedním z významných děl Milana Antonoviće. Spolu s palácem Aténa a hotelem Moskva patří palác Anker k dominantním stavbám obklopujícím bulvár Terazije.